# Ґреґор Браун
Ґреґор Браун (нім. Gregor Braun, 31 грудня 1955, Нойштадт, Рейнланд-Пфальц) — німецький велогонщик.
Олімпійський чемпіон 1976 (індивідуальна гонка переслідування), 1976 (командна гонка переслідування) років.

## Життєпис
Після того, як Ґреґор Браун став дворазовим олімпійським чемпіоном в індивідуальній та командній гонці переслідування на Олімпійських іграх 1976 року в Монреалі, він був обраний спортсменом року Західної Німеччини 1976 року. Через рік після Олімпіади він перейшов у професіональний спорт і став змагатися в шосейних перегонах. У 1978 році Браун виграв класичні шосейні перегони Rund um den Henninger Turm, а в 1980 році виграв Deutschlandtour.
У 1982 році він взяв участь у своєму єдиному Тур де Франс, але знявся з перегонів після восьмого етапу.
У 1981 та 1983 роках Браун також брав участь у Джиро д'Італія.
Завершивши кар'єру велогонщика в 1989 році, він працював тренером з велоспорту за сумісництвом. Потім він керував компанією з обслуговування велосипедистів разом з колишнім велосипедистом, який не був олімпійським призером, Гайнцем Бецом.
У 2023 році районний суд Тюбінгена визнав Брауна винним у сексуальному насильстві над дітьми та засудив до тюремного ув'язнення на два роки та дев'ять місяців. З вересня 2013 року по березень 2018 року він та його коханка змушували свою доньку дивитися, як вони займаються сексом, і робили її порнографічні фотографії.